# Ordnungspolizei
L'Ordnungspolizei o Orpo (polizia d'ordine; talvolta tradotto in italiano anche come "polizia d'ordinanza"), soprannominata Grüne Polizei ("polizia verde") dal colore delle uniformi, era la forza di polizia unificata della Germania nazista, comprendeva tutti i corpi di pubblica sicurezza della precedente Repubblica di Weimar, la polizia statale, la polizia comunale e i vigili del fuoco. Pur non appartenendo alle SS, ne era sotto il controllo.
Fin dalla sua nascita nel 1936, la Orpo fu comandata da Kurt Daluege, la cui autorevole posizione lo portò a raggiungere il grado di SS-Oberst-Gruppenführer (solamente altri tre uomini delle SS raggiunsero tale nomina). Nel 1943 il comando venne assunto dall'SS-Obergruppenführer Alfred Wünnenberg, già comandante della "SS-Polizei Division".
Alla fine della guerra la Orpo si era ampliata fino ad includere un gran numero di formazioni distinte di polizia, ciascuna con una propria finalità. Essa assieme alla Sipo secondo i progetti di Himmler, divenuto poi RSHA, sarebbe stata completamente assorbita in un futuro allora previsto nel 1955 nel Schutzstaatkorps, il corpo di Polizia che avrebbe definitivamente fuso la polizia con le SS.

## Formazioni

### Schutzpolizei
La Schutzpolizei (Polizia di protezione) rappresentava il corpo di pubblica sicurezza del Terzo Reich che nel 1943 annoverava 200.000 uomini. Questo ramo era a suo volta suddiviso nella Schutzpolizei des Reiches (Polizia statale), con giurisdizione su tutta la Germania e nella Schutzpolizei der Gemeinden (Polizia comunale), che operava soltanto nella propria città di competenza.

### Gendarmerie
La Gendarmerie (Gendarmeria, assimilabile ai Carabinieri italiani), comandata dall'SS-Gruppenführer August Meyszner, copriva i distretti territoriali e le piccole comunità di meno di 2.000 abitanti. I compiti riguardavano la lotta alla caccia di frodo, l'investigazione sulla macellazione di animali per il mercato nero e su attività di questo genere. Nel gennaio del 1942 venne istituito da Himmler un ramo separato della Gendarmerie noto come Landwacht (Guardia rurale), per controllare i prigionieri di guerra impiegati nei lavori agricoli.

### Verwaltungspolizei
Polizia amministrativa, comandata dall'SS-Obergruppenführer August Frank, era il ramo amministrativo dell'Orpo, le cui unità erano associate ad ogni sede di polizia; i suoi numerosi compiti comprendevano la compilazione di registri, l'applicazione dei regolamenti di statuto riguardanti i teatri, le fabbriche e i negozi, la registrazione di stranieri, l'emissioni delle licenze per le armi, i permessi di viaggio.

### Verkehrspolizei
La Polizia addetta al traffico regolava il traffico, pattugliava le strade principali, aveva inoltre il compito di prevenire gli incidenti, di ricostruirne e registrarne le cause, di scortare i carichi straordinari, le ambulanze e gli altri veicoli di emergenza. In particolare la Verkehrspolizei sovrintendeva alla circolazione nelle autostrade e interveniva negli incidenti stradali di particolare rilevanza. D'altro canto invece, la "Gendarmeria del traffico" cioè la Verkehrsgendarmerie, operava nello stesso ambito ma sulle strade locali.

### Wasserschutzpolizei
La Polizia delle vie d'acqua aveva la responsabilità di controllare e pattugliare tutti i fiumi e i canali navigabili dell'entroterra, di regolare il traffico sulle vie d'acqua, di prevenire il contrabbando, di far rispettare le misure di protezione e di sicurezza e d'ispezionare il trasporto fluviale.

### Bahnschutzpolizei
La Polizia ferroviaria era incaricata di proteggere la rete ferroviaria, di prevenire lo spionaggio e il sabotaggio e di mantenere l'ordine e il rispetto della legge sui treni e nelle stazioni.

### Postschutz
Il Servizio di protezione postale aveva la responsabilità della sicurezza di tutti gli uffici e degli altri impianti postali, nonché quella dei servizi telefonici e telegrafici della Germania.

### Feuerschutzpolizei
La Polizia antincendio, creata nel 1938 con l'incorporazione di tutte le compagnie provinciali di vigilanza antincendio. Durante le incursioni aeree in guerra, i servizi antincendio comprendevano più di 1.700.000 tra uomini e donne, tutto sotto il comando dell'SS-Gruppenführer Johannes Meyer.

### Luftschutzpolizei
Creata nel maggio del 1942 con l'incorporazione del Sicherheits und Hilfsdienst o SHD ("Servizio di sicurezza e di assistenza"), era una sorta di sistema di protezione civile, che prestava il pronto soccorso alle vittime di incursioni aeree intrappolate o ferite.

### Technische Nothilfe
O TeNo, era un corpo tecnico di emergenza fondato in origine, nel 1919, come organizzazione per impedire gli scioperi e in seguito impiegato come riserva tecnica in caso di disastri naturali. Nel 1937 venne incorporato nella Orpo e assunse l'incarico di occuparsi delle interruzioni dei servizi e delle erogazioni pubbliche del gas, dell'acqua e dell'elettricità, in particolare dopo le incursioni aeree.

### SS-Funkschutz
Istituita nel 1941, la Guardia delle stazioni radio, aveva lo scopo di proteggere le stazioni radio, data la loro vulnerabilità, dal sabotaggio in tempo di guerra. Venne inoltre impegnata per compiere incursioni nelle stazioni radio illegali e d'indagare sull'ascolto illegale di stazioni straniere.

### Werkschutzpolizei
La Polizia delle fabbriche era stanziata presso i più importanti impianti industriali per svolgere le mansioni di guardie e di sentinelle nelle fabbriche.

## LaOrdnungspolizeidurante il conflitto
Gli uomini arruolati nell'ORPO erano esentati dalla coscrizione obbligatoria nelle altre forze armate del Reich. Inoltre, le unità erano stanziate vicino a casa e questi due fattori erano un vantaggio evidente rispetto all'arruolamento nell'esercito e ai combattimenti al fronte.
Durante il conflitto gli effettivi dell'ORPO arrivarono a superare i 224.000 uomini, che comprendevano le varie specialità di polizia, le unità di polizia militare, la 4ª divisione delle Waffen-SS e 101 battaglioni di polizia di circa 500 uomini ciascuno.
I battaglioni di polizia vennero impiegati per la sicurezza delle retrovie del fronte e come forza di occupazione nei territori occupati, nonché sporadicamente anche nei combattimenti al fronte.
Gli Schutzpolizei costituituirono la scorta di molti convogli di deportati verso i campi di concentramento nazisti e nei villaggi dove operararono gli Einsatzgruppen. È documentato che alcuni battaglioni di polizia militare furono protagonisti attivi di massacri di civili, in particolare nei territori occupati ad est.
In Italia più di 300 uomini della Ordnungspolizei furono utilizzati nel rastrellamento del ghetto di Roma del 16 ottobre 1943. Alla Ordnungspolizei apparteneva anche il terzo battaglione del Polizeiregiment "Bozen" che, dislocato a Roma a partire dal febbraio 1944, fu bersaglio dell'attentato di via Rasella il 23 marzo 1944.
Gli ordini che riguardavano le operazioni dei battaglioni di polizia congiuntamente alla Sicherheitspolizei e altri reparti delle SS arrivavano dal SS- und Polizeiführer.
| Battaglione di Polizia (Polizeibataillon) | Grandi massacri | Grandi massacri                                               | Grandi massacri                                                                   |
| Battaglione di Polizia (Polizeibataillon) | Tempo           | Luogo                                                         | Fatto                                                                             |
| Battaglione di Polizia 303                | 1941            | Babij Jar presso Kiev, Žytomyr                                | Fucilazione di circa 33.000 Ebrei a Babij Jar presso Kiev                         |
| Battaglione di Polizia 304                | 1941            | Starokostjantyniv, Vinnycja, Hajsyn, Kirovohrad, Bila Cerkva, | Diversi uccisi con circa 17.000 vittime                                           |
| Battaglione di Polizia 306                | 1941            | Deblin, Generalgouvernement, Pinsk                            | Fucilazione di 6000 russi prigionieri di guerra, uccisione di almeno 16.200 Ebrei |
| Battaglione di Polizia 307                | 1941            | Brest-Litovsk                                                 | Fucilazione di circa 4000 Ebrei                                                   |
| Battaglione di Polizia 309                | 1941            | Białystok                                                     | Uccisione di circa 2000 Ebrei                                                     |
| Battaglioni di Polizia 316 e 322          | 1941            | Białystok                                                     | Uccisione di circa 3000 Ebrei                                                     |
| Battaglione di Polizia 320                | 1941–1944       | Kam"janec'-Podil's'kyj, Rovno, Kostopol, Pinsk                | Uccisione di circa 45.000 Ebrei                                                   |
| Battaglione di Polizia di Riserva 101     | 1941–1943       | Józefów, Łomazy, Końskowola, Aktion Erntefest, Poniatowa      | Uccisione di circa 38.000 Ebrei                                                   |

## I gradi
Considerata l'origine e la militarizzazione della polizia tedesca, l'ORPO venne gerarchizzata in gradi che spesso erano uguali a quelli dell'Esercito:
- Generaloberst der Polizei - Colonnello Generale;
- General der Polizei - Generale;
- Generalleutnant der Polizei - Tenente Generale;
- Generalmajor der Polizei - Maggiore Generale;
- Oberst der Schutzpolizei (etc) - Colonnello;
- Oberstleutnant der Schutzpolizei (etc) - Tenente Colonnello;
- Major der Schutzpolizei (etc) - Maggiore;
- Hauptmann der Schutzpolizei (etc) - Capitano;
- Oberleutnant der Schutzpolizei (etc) - Tenente;
- Leutnant der Schutzpolizei (etc) - Sottotenente;
- Meister der Schutzpolizei (etc) - Maresciallo maggiore;
- Hauptwachtmeister der Schutzpolizei (etc) - Maresciallo capo;
- Revieroberwachtmeister o Zugwachtmeister der Schutzpolizei (etc) - Maresciallo;
- Oberwachtmeister der Schutzpolizei (etc) - Sergente maggiore;
- Wachtmeister der Schutzpolizei (etc) - Sergente;
- Rottwachtmeister der Schutzpolizei (etc) - Caporale;
- Unterwachtmeister der Schutzpolizei (etc) - poliziotto, soldato;
- Anwärter der Schutzpolizei (etc) - candidato;

### Ufficiali generali
| Spallina | Mostrina 2 | Mostrina                    | Grado della polizia        | Grado equivalente alle SS |
| -------- | ---------- | --------------------------- | -------------------------- | ------------------------- |
|          |            |                             | Chef der Deutschen Polizei | Reichsführer-SS           |
|          |            |                             | Generaloberst der Polizei  | Oberst-gruppenführer      |
|          |            | General der Polizei         | Obergruppenführer          |                           |
|          |            | Generalleutnant der Polizei | Gruppenführer              |                           |
|          |            | Generalmajor der Polizei    | Brigadeführer              |                           |

### Ufficiali inferiori
| Spallina | Mostrina                   | Grado della polizia | Equivalente alle SS |
| -------- | -------------------------- | ------------------- | ------------------- |
|          |                            | Oberst der Polizei  | Standartenführer    |
|          | Oberstleutnant der Polizei | Obersturmbannführer |                     |
|          | Major der Polizei          | Sturmbannführer     |                     |
|          | Hauptmann der Polizei      | Hauptsturmführer    |                     |
|          | Oberleutnant der Polizei   | Obersturmführer     |                     |
|          | Leutnant der Polizei       | Untersturmführer    |                     |

### Truppa e Sottufficiali
| Spallina       | Mostrina | Grado della polizia | Traduzione           | Grado equivalente alle SS | Grado dell'esercito  |
| -------------- | --- | ------------------- | -------------------- | ------------------------- | -------------------- |
|                | | Meister             | Maresciallo maggiore | Nessuno                   | Maresciallo maggiore |
|                | Hauptwachtmeister                                                                                           | Maresciallo capo    | Hauptscharführer     | Maresciallo capo          |                      |
|                | Revier-oberwachtmeister (Schupo)Bezirks-oberwachtmeister (Gendarmerie)Zugwachtmeister (Kasernierte Polizei) | Capo di plotone     | Oberscharführer      | Maresciallo               |                      |
|                | Oberwachtmeister                                                                                            | Sergente maggiore   | Scharführer          | Sergente maggiore         |                      |
|                | Wachtmeister                                                                                                | Sergente            | Unterscharführer     | Sergente                  |                      |
|                | Rottmeister                                                                                                 | Caporale            | Rottenführer         | Caporale                  |                      |
|                | Unterwachtmeister                                                                                           | Poliziotto          | Sturmmann            | Soldato                   |                      |
| Nessun simbolo | Anwärter | Canditato o recluta | Mann                 | Candidato o recluta       |                      |

- Source:[7]

## Capi della Ordnungspolizei
- Kurt Daluege (1936-1943)
- Alfred Wünnenberg (1943-1945)

## Curiosità
Da notare che, dall'inizio della guerra, gli ufficiali generali avevano contemporaneamente anche i corrispondenti gradi delle SS.